# Xã Astoria, Quận Fulton, Illinois
Xã Astoria (tiếng Anh: Astoria Township) là một xã thuộc quận Fulton, tiểu bang Illinois, Hoa Kỳ. Năm 2010, dân số của xã này là 1.464 người.